# Versprich mir du gehst
Versprich mir du gehst ist ein Lied der deutschen Singer-Songwriterin Madeline Juno aus dem Jahr 2023, in Zusammenarbeit mit dem deutschen Popsänger 1986zig. Das Stück ist die fünfte Singleauskopplung aus ihrem sechsten Studioalbum Nur zu Besuch.

## Entstehung und Artwork
Versprich mir du gehst wurde von den Interpreten selbst, gemeinsam mit dem Stuttgarter Singer-Songwriter Steven Bashir, dem Berliner Musiker Joschka Bender und dem Koblenzer Sänger Wieland Stahnecker (Blinker), geschrieben. Bender zeichnete darüber hinaus auch für die Abmischung, Aufnahme, Instrumentierung (Gitarre und Keyboard), Produktion und Programmierung verantwortlich. Beim Einspielen des Keyboards erhielt er Unterstützung durch Martin Rott. Bashir und Blinker arbeiteten bereits mit Juno für ihr vorangegangenes Studioalbum Besser kann ich es nicht erklären (2022) zusammen. Bender ist bereits seit Beginn von Junos Karriere im Jahr 2013 festes Mitglied ihrer Liveband und an diversen Produktionen, in verschiedenen Funktionen, beteiligt. 1986zig und Juno haben hierbei erstmals zusammengearbeitet. Das Mastering erfolgte durch HP Mastering Hamburg, unter der Leitung des Studioinhabers Hans-Philipp Graf.
Auf dem Frontcover der Single sind – neben der Interpretenangabe – 1986zig und Juno zu sehen. Sie stehen dabei Rücken an Rücken und sind beide komplett in schwarz gekleidet. Juno steht dabei auf der linken Seite, hat ihren Blick nach vorne gerichtet, während ihre Seite im Hintergrund bläulich beleuchtet wird. 1986zig steht dementsprechend auf der rechten Seite, hat seinen Kopf etwas angehoben und den Blick zum Betrachter gerichtet, während seine Hälfte im Hintergrund rötlich beleuchtet wird. Die Fotografie stammt von Luca Wessel und entstand bei den Dreharbeiten zum dazugehörigen Musikvideo.

## Veröffentlichung und Promotion
Die Erstveröffentlichung von Versprich mir du gehst erfolgte als Single am 17. November 2023. Diese erschien als digitaler Einzeltrack zum Download und Streaming bei Embassy of Music. Der Vertrieb erfolgte durch Tonpool, verlegt wurde das Lied durch BMG Rights Management, Budde Music und Universal Music Publishing. Am 26. Januar 2024 erschien das Lied als Teil von Junos sechstem Studioalbum Nur zu Besuch, dessen fünfte Singleauskopplung es ist.
Um das Lied zu bewerben, lud Juno erstmals mit dem Kommentar „diesen Freitag… 🖤💫“ einen Hinweis zur Veröffentlichung sowie einen Teaser des Musikvideos am 13. November 2023 über ihre soziale Medien hoch. Mit einem gemeinsamen Beitrag einen Tag später wurde bekannt, dass es sich dabei um eine Zusammenarbeit mit 1986zig handelt. Die folgenden Tage bewarben beide Interpreten das Stück auf ihren sozialen Kanälen. Am 18. November 2023 wurde das Lied von Spotify als Titelbild der „Popland“-Playlist beworben.

## Inhalt
| „Versprich mir, du gehst, wenn du mich nicht mehr liebst. Ich kann’s nicht ertragen, dich unglücklich zu seh’n. Versprich mir, du gehst, bevor du dich vеrbiegst. Und nur aus Routine nebеn mir liegst. Bin ich irgendwann nicht mehr die Person. Der du alles sagst, schwör mir, du lässt los. Wenn du mich noch küsst, doch das Wichtigste fehlt. Versprich mir, du gehst. Versprich mir, du gehst.“ – Refrain, Originalauszug | Der Liedtext zu Versprich mir du gehst ist in deutscher Sprache verfasst. Geschrieben und komponiert wurde das Stück gemeinsam von 1986zig, Steven Bashir, Joschka Bender, Blinker und Madeline Juno. Musikalisch bewegt sich das Lied im Bereich Popmusik. Das Tempo beträgt 144 Schläge pro Minute. Die Tonart ist h-Moll. Inhaltlich handelt es sich bei Versprich mir du gehst um ein Liebeslied, in dem beide Protagonisten von ihrer gegenseitigen Liebe zueinander singen. Zugleich singen die beiden auch davon, dass eine Trennung besser sei, wenn die Liebe nicht mehr da sein sollte, als das sich jemand verbiegen müsse („versprich mir, du gehst, bevor du dich vеrbiegst“) oder nur aus Routine („und nur aus Routine nebеn mir liegst“) bei einem bleibe und aus Angst den anderen zu verletzen selbst unglücklich sei („ich kann’s nicht ertragen, dich unglücklich zu seh’n“). Aufgebaut ist das Lied aus zwei Strophen, einem Refrain und einer Bridge. Es beginnt mit der ersten Strophe, die als Siebenzeiler geschrieben und von Juno interpretiert wurde. An diese schließt sich erstmals der Refrain an, der sich aus neun Zeilen zusammensetzt und ebenfalls von Juno gesungen wird. Der gleiche Aufbau wiederholt sich mit der zweiten Strophe, allerdings besteht diese aus zwölf Zeilen und wird von 1986zig gesungen. Die Interpretation des darauffolgenden Refrains erfolgte im Duett. Auf den zweiten Refrain folgt, als musikalisches Zwischenspiel, die von Juno gesungene Bridge, die lediglich aus einer Aneinanderreihung von „Ah-ah, ah-ah-ah“ sowie inmitten die Zeile „versprich mir, du gehst“ besteht. Danach endet das Lied mit dem dritten Refrain, der erneut im Duett gesungen wurde. |

## Musikvideo
Das dazugehörige Musikvideo feierte seine Premiere am 16. November 2023 auf der Videoplattform YouTube. Dieses lässt sich in drei Abschnitte unterteilen, die immer wieder im Wechsel zu sehen sind. Zum einen zeigt es die beiden Interpreten, wie jeder für sich das Lied singt; zum anderen zeigt es die beiden sich gegenüberstehend, die das Lied in einer Art Dialog aufführen. Die Gesamtlänge des Videos beträgt 2:59 Minuten. Regie führte der in Beckum wirkende Mark Rudolph von Mr. Media. Bis November 2023 zählte das Musikvideo über 300 Tausend Aufrufe bei YouTube.

## Mitwirkende
| Liedproduktion - 1986zig: Gesang, Komposition, Liedtext - Steven Bashir: Komposition, Liedtext - Joschka Bender: Abmischung, Gitarre, Keyboard, Komposition, Liedtext, Musikproduktion, Programmierung, Tonaufnahme - Hans-Philipp Graf: Mastering - Madeline Juno: Gesang, Komposition, Liedtext - Martin Rott: Keyboard - Wieland Stahnecker (Blinker): Komposition, Liedtext, Musikproduktion Visualisierung (Cover) - Luca Wessel: Fotografie | Unternehmen - BMG Rights Management: Musikverlag - Budde Music: Musikverlag - Embassy of Music: Musiklabel - HP Mastering Hamburg: Tonstudio - Mr. Media: Filmproduktion (Musikvideo) - Tonpool: Vertrieb - Universal Music Publishing: Musikverlag Musikvideo - Christopher Kleinhaus: Set-Runner - Jonas Kleinhaus: Kamera - Braco Roguljic: Kameraassistenz - Mark Rudolph: Oberbeleuchtung, Regie, Schnitt - Anne-Marie Wittchen: Haare, Make Up |

## Rezeption

### Rezensionen
Mia Milan vom Tonspion ist der Meinung,  dass Versprich mir du gehst das neue Terrain mit Lumen aus warmem Synth-Glow und schummriger Intimsphäre beleuchten würde, in der Erkenntnis bedrohliche Schatten werfe.

### Charts und Chartplatzierungen
Versprich mir du gehst stieg am 24. November 2023 für eine Woche auf Rang 99 der deutschen Singlecharts ein. In den Midweekcharts der gleichen Chartwoche belegte das Lied noch Rang 89.
1986zig erreichte hiermit bereits je zum neunten Mal die deutschen Singlecharts als Autor und Interpret. Für Madeline Juno ist es nach Error (November 2013), Like Lovers Do (Februar 2014), Jalousien (März 2022) und June (Becks/Juni 2023) die fünfte Autorenbeteiligung in den deutschen Singlecharts. Als Interpretin ist es nach Error, Like Lovers Do und Jalousien ihr vierter Charthit. Steven Bashir platzierte mit Versprich mir du gehst nach Like a Riddle (Felix Jaehn feat. Hearts & Colors & Adam Trigger / Oktober 2017), Best of Us (Wier / Juni 2020) und Samba (Younotus & Louis III / Mai 2022) die vierte Autorenbeteiligung in den deutschen Singlecharts. Für Blinker und Joschka Bender als Autoren beziehungsweise Produzenten ist es je der erste Charthit in Deutschland.